# Meizu
Meizu Technology Co., Ltd. (кит.: 魅族科技有限公司), або просто «Meizu» (кит. 魅族, пін. Mèizú, мейцзу) — китайська компанія, що випускає цифрові електронні пристрої, базується в м. Чжухай, провінції Гуандун, Китай. Також Meizu входить в десятку найкращих[що?] виробників у Китаї.

## Історія
Історія компанії міцно пов'язана з людиною на ім'я Хуан Сючжан, більш відомим під псевдонімом «Джек Вонг». Саме він є засновником, ідейним натхненником і керівником компанії. Ідея про створення власної компанії з'явилася у нього ще в 1998 р., в той час, коли він займався розробкою і продажем OEM-пристроїв.
Хуан Сючжан завжди був ентузіастом технологій, пильно стежив за всіма новинками і особливу увагу приділяв музичним плеєрам і якісному звуку. У якийсь момент він зрозумів, що не може знайти ідеальний mp3-плеєр, який би влаштовував його відразу по всіх параметрах, і вирішив сам зайнятися його розробкою, заснувавши для цього власну компанію.
Назва складається з двох частин: Mei — людина, що знаходиться «в тренді», цікавиться новими технологіями, Zu — група людей. Фактично, дослівно Meizu можна перекласти як «група гіків». Спочатку як основний напрямок діяльності були обрані MP3-плеєри та лише через кілька років фокус змістився в бік смартфонів. Незважаючи на те, що офіційно компанія була заснована ще в 1998 році, початок першого серйозного виробництва припадає на 2003 рік, згадки про компанію до цього періоду практично відсутні.
З моменту заснування Meizu і по сей день Хуан Сючжан уважно стежить за всім, що відбувається в компанії. При цьому безпосередньо втручатися в її справи він намагається якомога рідше, а замість публічних виступів і офіційним інтерв'ю віддає перевагу спілкуванню на форумі Meizu. CEO компанії Meizu Бай Юнсян (Bai Yongxiang) описує його наступним чином: «Він справжній наставник: рідко втручається, але завжди спостерігає за тим, що відбувається».
Компанія почала свою роботу у 2003 з виробництва плеєрів. Першими її моделями були Meizu X6 і Meizu E3. В Україні вони були маловідомі, хоча їх продавали не під чужими брендами, а під фірмовими назвами.
У серпні 2005 компанія змінила логотип, який і досі (2017) друкується на кожній коробці з технікою від Meizu.

### Портативні плеєри, 2003—2007 роки
Першим продуктом компанії став mp3-плеєр Meizu MX, випущений в 2003 році. Фактично, плеєр був практично повною копією Cowon iAudio CW300 і, незважаючи на непогані характеристики (512 МБ flash-пам'яті, LCD-дисплей) і якість звуку, навіть на рідному ринку був прийнятий дуже неоднозначно.
Відсутність якого-небудь гучного успіху першої моделі стало для Meizu приводом повністю переглянути свою стратегію. У компанії вирішили відмовитися від ідеї повного копіювання існуючих на ринку пристроїв і зосередитися на розробці власних рішень. Представлений в 2004 році плеєр Meizu ME був оригінальною розробкою, мав ряд цікавих особливостей (оригінальний дизайн, блок управління на основі джойстика та ін.) і був прийнятий покупцями куди прихильніше.
Meizu ME став знаковим продуктом для Meizu і послужив відправною точкою для подальшого розвитку. Протягом наступного року компанія випустила ще кілька різних плеєрів, які були подальшим розвитком ідей Meizu ME.
Наступним серйозним кроком вперед став для компанії плеєр Meizu E5, випущений навесні 2005 року. Перш за все, продукт вийшов дуже цікавим з технічної точки зору — вперше для пристроїв Meizu в ньому була присутня підтримка FM-радіо, будильник і можливість читання текстів з екрана (на дисплеї відображалося до 6 рядків тексту). Керуючий блок також був сильно перероблений, замість звичного по минулим моделям джойстика, в ньому з'явилося колесо, що обертається з розташованою по центру клавішею.
До цього моменту компанія помітно посилила свої позиції на рідному ринку і вирішила вийти за межі Китаю. Першим плеєром, який був орієнтований в тому числі на зовнішні ринки, став Meizu X6. Від класичних плеєрів Meizu він взяв керуючий блок з фірмовим джойстиком, від Meizu E5 — ряд додаткових функцій на зразок підтримки FM-радіо. Головною відмінною рисою Meizu X6 став незвичайний дизайн з підсвічуванням яскраво-синього кольору по периметру джойстика і OLED-екран.
Першим по-справжньому гучним досягненням Meizu став Meizu Е3, який вийшов у серпні 2005 року. Його головною перевагою став якісний звук, якого вдалося досягти за рахунок використання чипу Philips Nexperia PNX0102. У Китаї плеєр був високо оцінений покупцями і став одним з найпопулярніших рішень того часу.

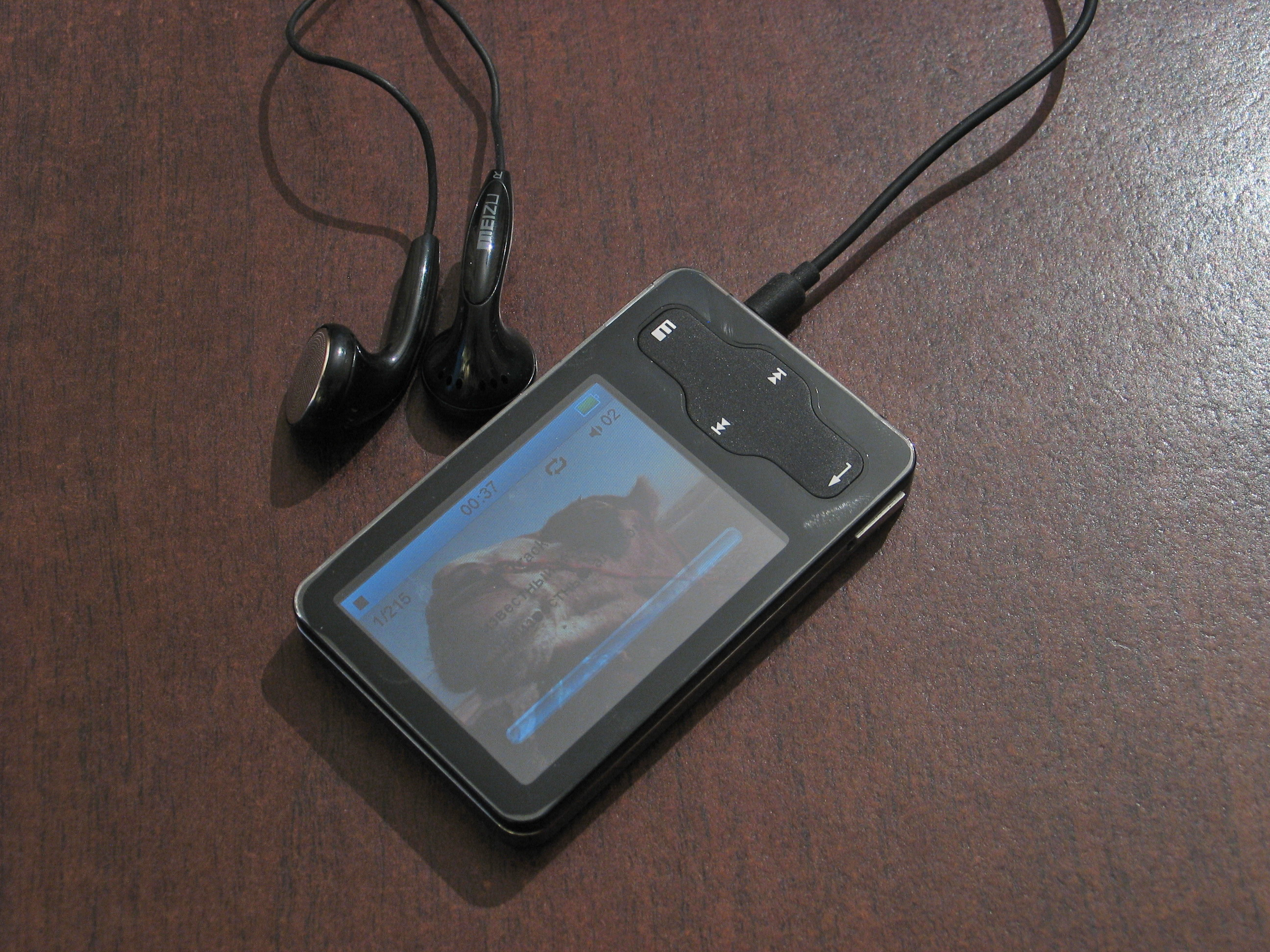
Meizu M6

Успіх Meizu Е3 став для компанії поштовхом для подальшого розвитку. Уже через рік їй вдалося побити власний рекорд і стати одним із піонерів ринку MP4-плеєрів. У травні 2006 року був представлений Meizu MiniPlayer (M6), який став знаковою моделлю не тільки для Meizu, але і для всього ринку портативних плеєрів в цілому. Завдяки підтримці відео MP4 і великого LCD-дисплею (діагональ 2,4 дюйми, роздільна здатність 320x240) MiniPlayer став не просто музичним плеєром, а універсальним мультимедійним пристроєм і одним з найвідоміших MP4-плеєрів того періоду. Він не тільки ще більше зміцнив позиції компанії на рідному ринку, але і забезпечив їй міжнародне визнання. Про це свідчить цілий ряд моделей-клонів, випущених під іншими брендами. Як приклад можна привести Powerman XL-850, який є аналогом Meizu M6, або Ritmix RF-9200, який являє собою Meizu m6sl.
Із подальших плеєрів Meizu варто відзначити ще Meizu Musiccard (M3), який став своєрідною відповіддю на Apple iPod Nano. Пристрій був презентований у березні 2007 року і, хоча чимось нагадував iPod по дизайну, мав ряд цікавих особливостей. В першу чергу, до них варто віднести фірмову систему управління і підтримку рідкісних для плеєрів того часу форматів на зразок WMA Losless, Flac і APE. В Україні ця модель відома як Ritmix RF-7400.

### Смартфони, 2008 рік— наш час
До 2007 року в Meizu зрозуміли, що для ринку портативних плеєрів настають важкі часи і їх поступово почнуть витісняти смартфони. В цьому ж році починається розробка першого смартфона компанії під назвою Meizu M8.

### Смартфони під управліннямWindows CE
У лютому 2009 року відбувся офіційний анонс Meizu M8. Смартфон працював під управлінням Windows CE 6.0, але мав значно перероблений інтерфейс. Зміни торкнулися практично всього, від робочих столів до базових додатків. При цьому зовнішній дизайн смартфона практично повністю копіював Apple iPhone. Під тиском Apple виробництво смартфона було припинено 9 жовтня 2010 року. В цей же час компанія продовжує посилено працювати над наступником Meizu M8.

### Смартфони під управліннямAndroid
У січні 2011 року відбувся анонс наступного смартфона компанії — Meizu M9. Це перший смартфон Meizu, який працює на Android. Інтерфейс смартфона був знову сильно перероблений, а саме — фірмова оболонка Flyme, в якій поєднувалися ідеї Android і iOS, стала відмітною рисою апарату. Зовні смартфон так само нагадує iPhone, має схожі габарити і таку ж роздільну якість дисплея.
У цьому ж році Meizu відкриває свої філії спочатку в Гонконгу, потім в Росії. Приблизно в цей час засновник компанії Хуан Сючжан починає поступово відходити від питань бізнесу, вирішивши зосередиться на дизайні пристроїв та фірмовій оболонці. Всі рутинні справи з управління компанією він поступово перекладає на плечі Бай Юнсяна.

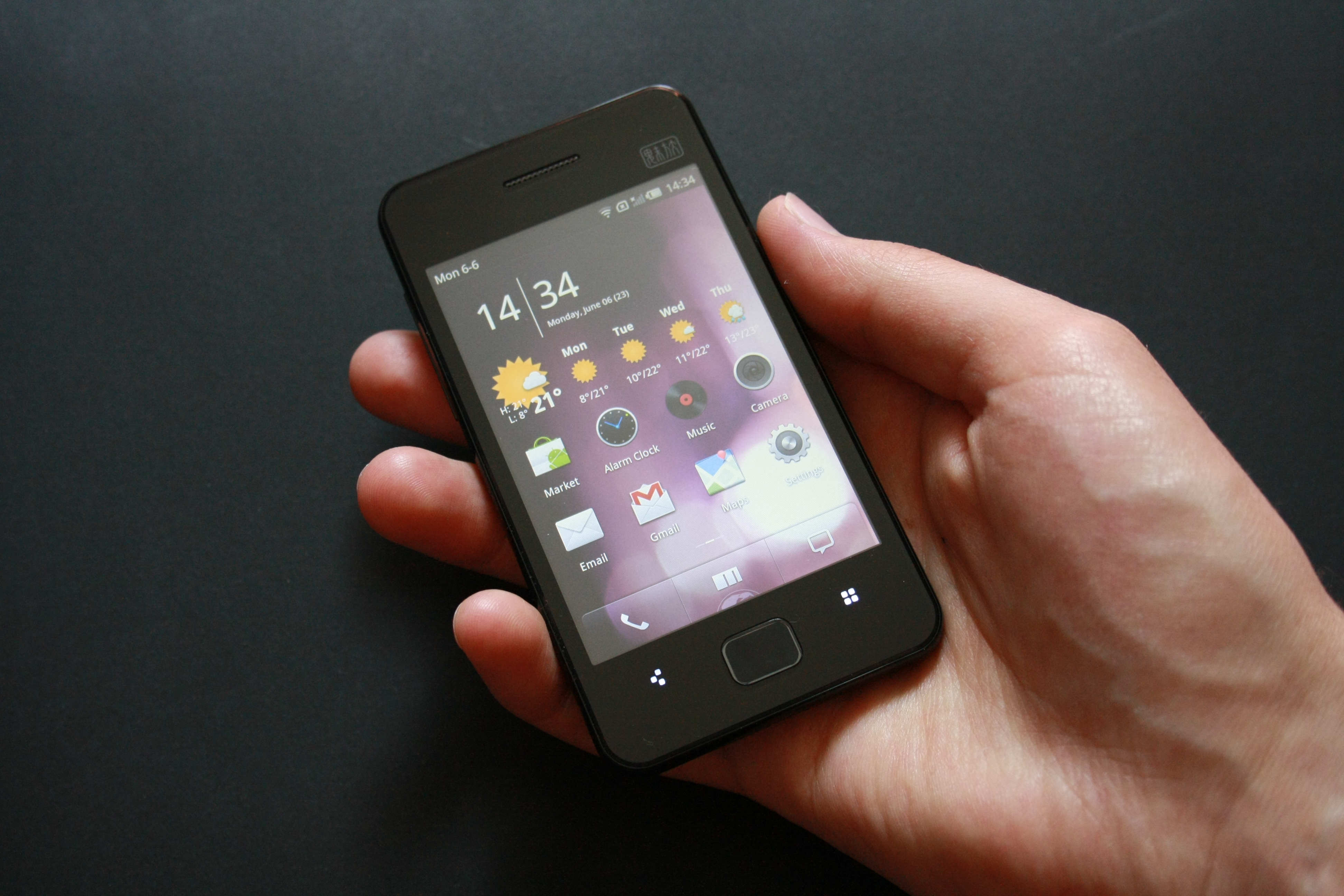
Meizu M9 — перший смартфон компанії під управлінням ОС Android

У наступні роки компанія починає поступово відходити від дизайну смартфонів Apple, розробляючи свій власний фірмовий стиль. Так, вже в наступному році вийшов Meizu MX2, який отримав відмінне від iPhone співвідношення сторін екрану і новий дизайн задньої кришки (при її виготовленні використовувався особливий двошаровий пластик).
До 2014 року в Meizu намагаються випускати по одному флагманському апарату в рік, не відволікаючись на розробку бюджетних моделей. Іноді до них додаються додаткові версії на нових платформах, як приклад можна привести Meizu MX 4-core, який став поліпшеною версією Meizu MX.
У лютому 2015 року китайська компанія Alibaba Group інвестує в Meizu 590 млн доларів, і модельний ряд китайського виробника істотно збільшується: з'являється бюджетна M-серія, до якої входять компактні апарати (M1 Mini) і фаблет (M1 Note), пізніше до них додаються музичні флагмани з лінійки Pro.

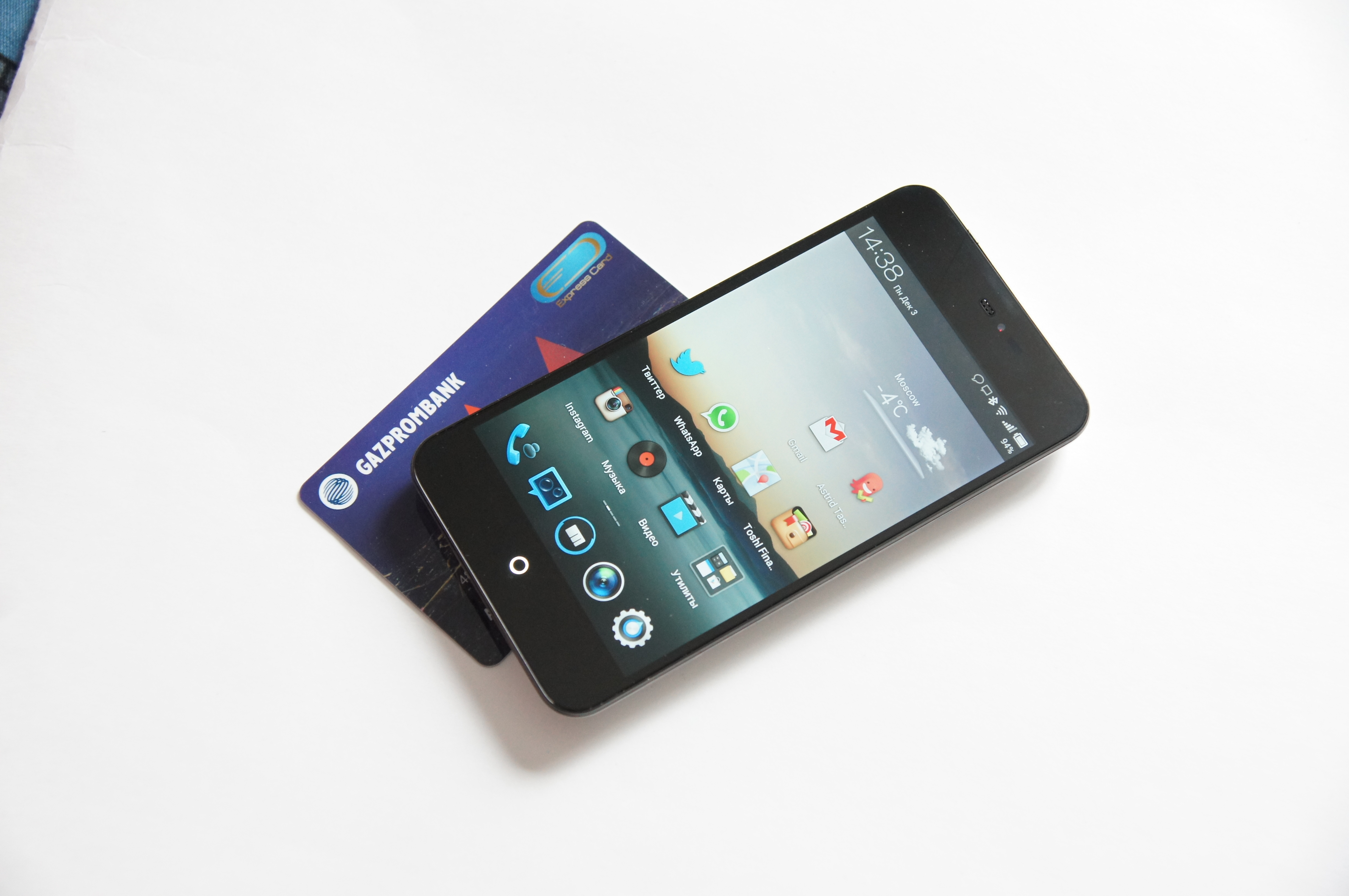
Meizu MX2

В останні роки модельний ряд поповнився відразу декількома лінійками смартфонів, але в Meizu все одно прагнуть забезпечити на всіх Android пристроях єдиний користувальницький досвід. В першу чергу це досягається за рахунок єдиної на всіх смартфонах фірмової оболонки — Flyme OS.
Flyme OS постійно розвивається і поліпшується, але основні риси фірмової оболонки всі ці роки залишаються незмінні. Основний упор в Meizu зробили на зручність повсякденної роботи й інтуїтивно зрозумілий інтерфейс, постаравшись позбутися додаткових підмінювань і списків другорядних опцій. Зокрема, у Flyme OS відсутне звичне для Android меню додатків, а всі ярлики програм розміщуються прямо на робочих столах, як в iOS.
Завдяки тому, що спочатку Meizu випускали по одному флагману в рік, всі вони отримували підтримку та оновлення до актуальних версій Android досить тривалий час.

### Смартфони під управлінням інших ОС

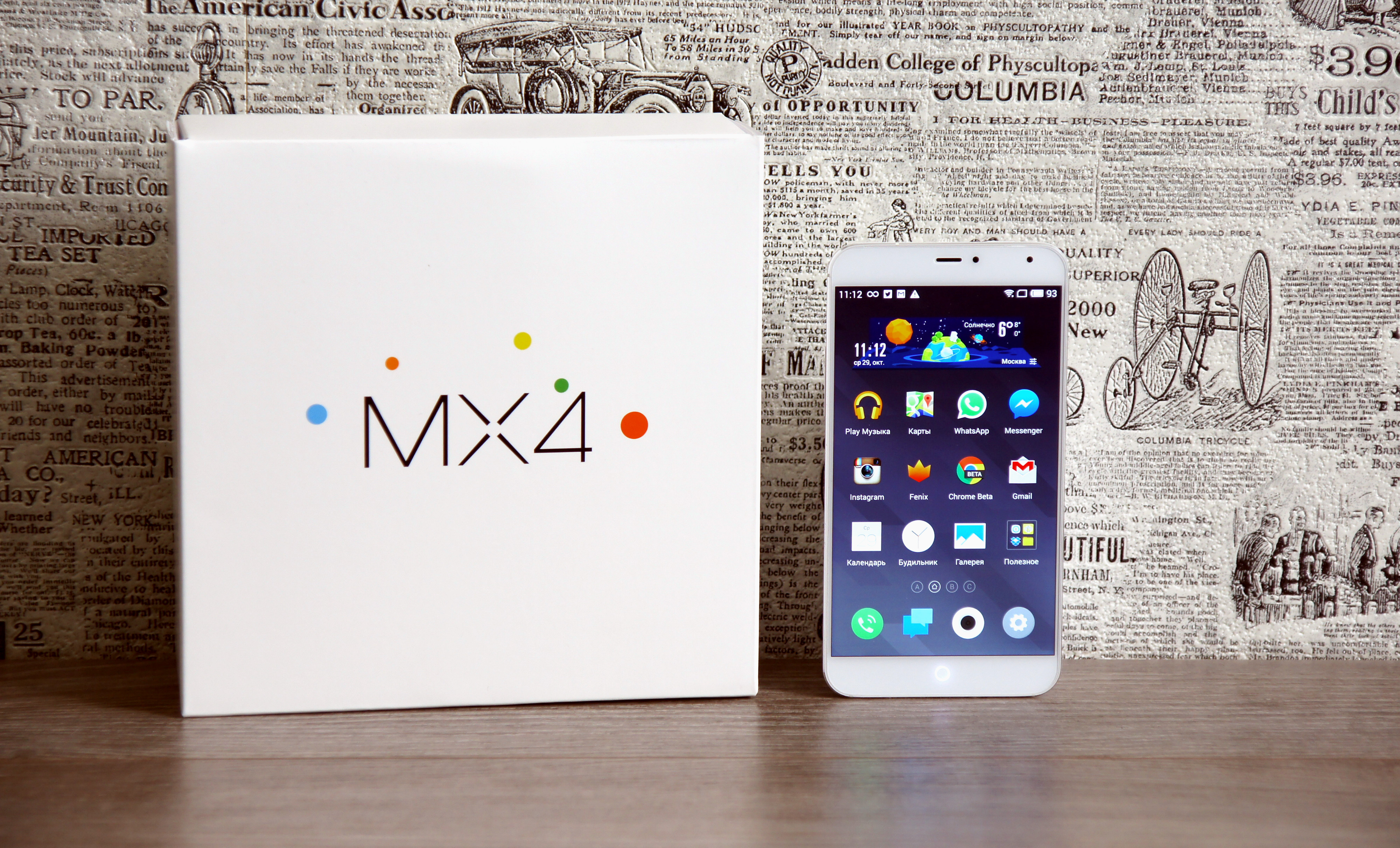
Meizu MX4

Незважаючи на прихильність Android і акцент на власній фірмовій оболонці, Meizu зовсім не чужі експерименти. Час від часу компанія випускає особливі версії своїх смартфонів на відмінних від Android операційних системах.
20 жовтня 2014 року була представлена особлива версія смартфона Meizu MX4 на платформі YunOS. Відповідно до неофіційної інформації в цей же час розроблялася версія Meizu MX4 на основі CyanogenMod, але в підсумку цей смартфон так і не був представлений.
У березні 2015 року була анонсована ще одна версія цього смартфона, цього разу під управлінням Ubuntu Touch OS. У лютому 2016 до нього приєднався смартфон Meizu PRO 5 Ubuntu Edition, що так само працює на Ubuntu Touch OS.

### Смартфони

#### Перед MX-серія
- Meizu M8
- Meizu M9

#### MX-серія
- Meizu MX
- Meizu MX 4-core
- Meizu MX2
- Meizu MX3
- Meizu MX4
- Meizu MX4 Pro
- Meizu MX5
- Meizu MX5e
- Meizu MX6

#### PRO-серія
- Meizu PRO 5
- Meizu PRO 5 Ubuntu Edition
- Meizu PRO 6
- Meizu PRO 6 Plus
- Meizu PRO 6s
- Meizu PRO 7
- Meizu PRO 7 Plus

#### M-серія
- Meizu M1
- Meizu M1 Metal
- Meizu M1 Note
- Meizu M2
- Meizu M2 mini
- Meizu M2 Note
- Meizu M3
- Meizu M3s
- Meizu M3E
- Meizu M3 Note
- Meizu M3 Max
- Meizu M3x
- Meizu M5
- Meizu M5c
- Meizu M5s
- Meizu M5 Note
- Meizu M6
- Meizu M6s
- Meizu M6T
- Meizu M6 Note
- Meizu M8 (глобальна версія Meizu V8 Pro)
- Meizu M8 lite (глобальна версія Meizu V8)
- Meizu M8c
- Meizu M10

#### U-серія
- Meizu U10
- Meizu U20

#### E-серія
- Meizu E
- Meizu E2
- Meizu E3

#### V-серія
- Meizu V8
- Meizu V8 Pro

#### Note-серія
- Meizu Note 8
- Meizu Note 9
- Meizu Note 21
- Meizu Note 21 Pro

#### Основна серія
- Meizu 15
- Meizu 15 Plus
- Meizu 15 Lite
- Meizu 16th
- Meizu 16th Plus
- Meizu 16X
- Meizu 16s
- Meizu 16s Pro
- Meizu 16Xs
- Meizu 16T
- Meizu 17
- Meizu 17 Pro
- Meizu 18
- Meizu 18 Pro
- Meizu 18X
- Meizu 18s
- Meizu 18s Pro
- Meizu 20/20 Classic
- Meizu 20 Pro
- Meizu 20 Infinity
- Meizu 21
- Meizu 21 Pro
- Meizu 21 Note

#### Інші
- Meizu C9
- Meizu C9 Pro
- Meizu X8
- Meizu Zero
- Meizu Lucky 08

### Плеєри
- Meizu E2
- Meizu E5
- Meizu E3
- Meizu E3C
- Meizu ME V6
- Meizu ME V6S
- Meizu ME V7
- Meizu MI V6
- Meizu MI V6S
- Meizu MI V7
- Meizu MX
- Meizu M3
- Meizu M6 TS
- Meizu M6 TP
- Meizu M6 SP
- Meizu M6 SL
- Meizu X2
- Meizu X3
- Meizu X6

### Операційна система
- FlymeOS
- YunOS

## Портативна електроніка
У серпні 2016 року відбувся анонс розумного годинника Meizu Mix. Гаджет оснащений круглим металевим циферблатом з діаметром 42 мм і міцним сапфіровим склом. На відміну від інших подібних пристроїв, Meizu Mix не має дисплея, а «розумні» функції вбудовані прямо в механічний годинник. Девайс збирає інформацію про фізичну активність користувача і може повідомити про вхідні дзвінки, повідомлення або пропущені виклики на телефон. Початок виробництва запланований на вересень 2016 року. Користувачі зможуть вибрати з трьох варіантів ремінця — денім, шкіряний або металевий за ціною 999 юанів (3740 гривень), 1 299 юанів (4865 гривень) і 1 499 юанів (5610 гривень) відповідно (курс валют станом на 24.11.2016).